# 卡特克利夫峰
卡特克利夫峰 （Cutcliffe Peak）， 是南極洲的山峰，位於麥克羅伯特森地，處於梅爾芬山以南，屬於查爾斯王子山脈中波爾托斯山脈的一部分，澳大利亞探險隊根據空中照片繪入地圖，現時由南極條約體系管理。